# Droga wojewódzka 946
Droga wojewódzka 946 (DW946) je silnice nacházející se ve Slezském vojvodství v okrese Żywiec a v Malopolském vojvodství v okrese Sucha v jižním Polsku. Její délka je 35 km a spojuje město Żywiec s městem Sucha Beskidzka v Malopolském vojvodství.
Začíná na jihu města Żywiec z křižovatky s rychlostní silnicí S69 (S1) a DW945, končí ve městě Sucha Beskidzka v okrese Sucha.

## Sídla ležící na trase silnice
- Żywiec (S1, DW945)
- Łękawica (DW781)
- Okrajnik
- Las
- Kuków
- Lachowice
- Stryszawa
- Sucha Beskidzka (DK28)